# Rhamphobrachium bipes
Rhamphobrachium bipes är en ringmaskart som beskrevs av Monro 1937. Rhamphobrachium bipes ingår i släktet Rhamphobrachium och familjen Onuphidae. Inga underarter finns listade i Catalogue of Life.